# Vela Luka
Vela Luka (Italiaans: Vallegrande) is een gemeente op het eiland Korčula in de Kroatische provincie Dubrovnik-Neretva. Vela Luka telt 4380 inwoners.

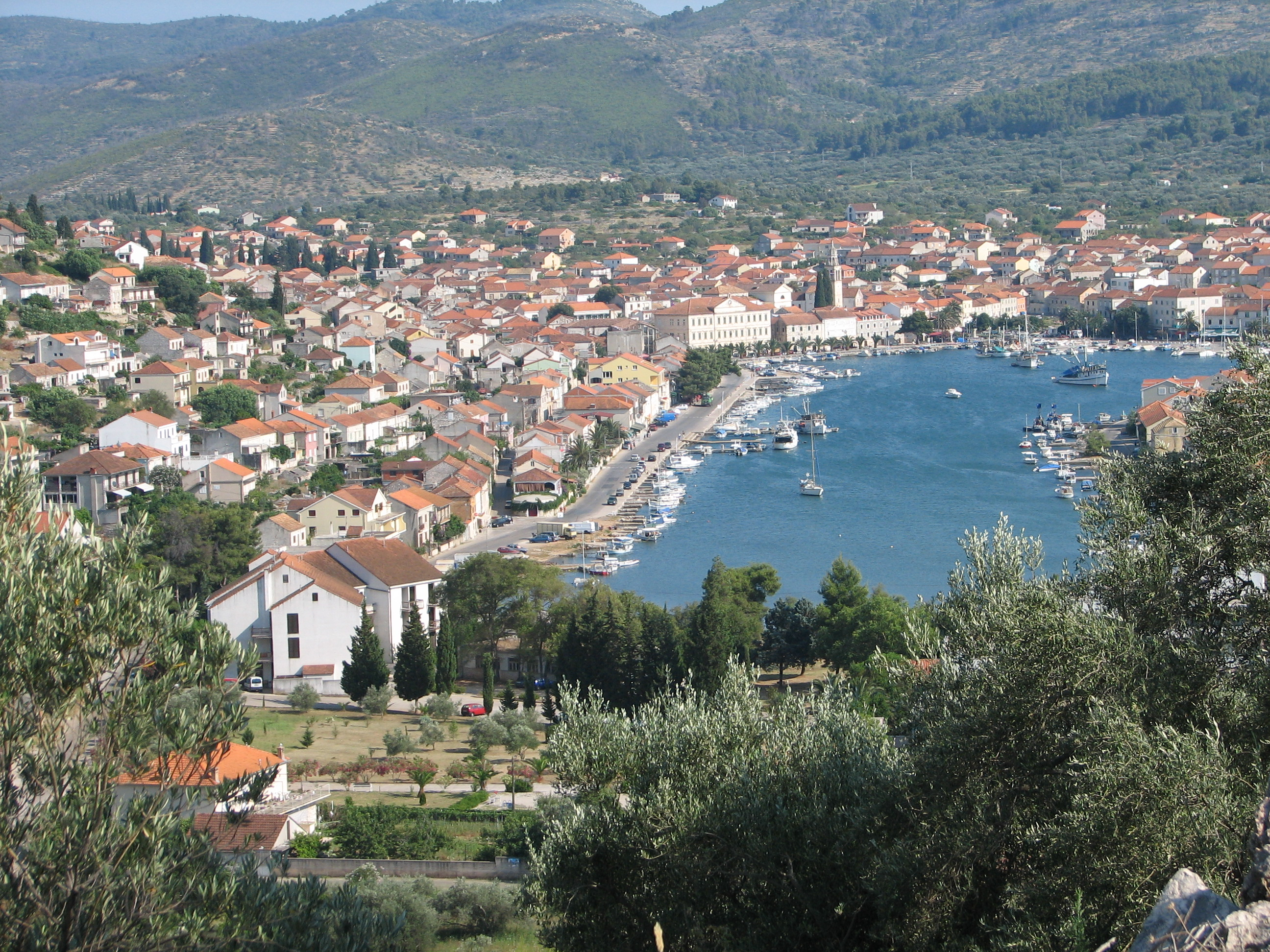
Vela Luka

Steden (gradovi): Dubrovnik · Korčula · Metković · Opuzen · Ploče

Gemeenten (općine): Blato · Dubrovačko Primorje · Janjina · Konavle · Kula Norinska · Lastovo · Lumbarda · Mljet · Orebić · Pojezerje · Slivno · Smokvica · Ston · Trpanj · Vela Luka · Zažablje · Župa Dubrovačka